# La Nuit du cyclone
Pour plus de détails, voir Fiche technique et Distribution.
La Nuit du cyclone (Night of the Twisters) est un téléfilm américain réalisé par Timothy Bond, diffusé le 14 février 1996 sur The Family Channel.

## Synopsis
Une communauté du Nebraska est touchée par une série de tornades n’obéissant pas aux schémas habituels. Alors que sa mère est partie travailler, Dan veille sur son frère Ryan, en compagnie de son ami Arthur. Son beau-père s’occupe quant à lui de la grand-mère. Mais lorsqu’une tornade détruit la maison, Dan et Arthur tentent à tout prix de réunir la famille.

## Fiche technique
- Titre français : La Nuit du cyclone
- Titre original : Night of the Twisters
- Réalisation : Timothy Bond
- Scénario : Sam Graham et Chris Hubbell, d'après le roman de Ivy Ruckman (en)
- Société de production : PorchLight Entertainment
- Durée : 92 minutes
- Année de production : 1996

## Distribution
- Devon Sawa : Dan Hatch
- Amos Crawley : Arthur Jones
- John Schneider : Jack Hatch
- Lori Hallier (en) : Laura Hatch
- Laura Bertram : Stacey Jones
- David Ferry (en) : Bob Irisen
- Helen Hughes : Grandma Belle Hatch
- Jhene Erwin : Jenny